# Tillandsia gilmartiniae
Tillandsia gilmartiniae är en gräsväxtart som beskrevs av Lyman Bradford Smith. Tillandsia gilmartiniae ingår i släktet Tillandsia och familjen Bromeliaceae. Inga underarter finns listade i Catalogue of Life.